# Prosthechea megahybos
Prosthechea megahybos là một loài thực vật có hoa trong họ Lan. Loài này được (Schltr.) Dodson & Hágsater miêu tả khoa học đầu tiên năm 1999.